# Laos
Il Laos (AFI: /ˈlaos/; in lao ປະເທດລາວ, Pathet Lao), ufficialmente Repubblica Popolare Democratica del Laos (in lao ສາທາລະນະລັດ ປະຊາທິປະໄຕ ປະຊາຊົນລາວ ທຸງຊາດລາວ, Sathalanalat Paxathipatai Paxaxon Lao), è uno Stato del sud-est asiatico che non ha sbocco sul mare. Confina a nord con la Cina, a est con il Vietnam, a sud con la Cambogia, a ovest con la Thailandia e a nord-ovest con la Birmania.
È una repubblica socialista monopartitica, governata dal Partito Rivoluzionario del Popolo Lao. La capitale è Vientiane.

## Storia

### Storia antica
Reperti archeologici rinvenuti nelle province di Houaphanh e Luang Prabang testimoniano la presenza di uomini preistorici in quelle zone circa 40 000 anni fa. Altri rinvenimenti evidenziano insediamenti agricoli nella valle del Mekong risalenti al 4000 a.C. Antiche giare cinerarie e altri sepolcri del 1500 a.C. appartennero alle prime comunità civilizzate in territorio laotiano. Le raffinate vestigia della Piana delle Giare, nella provincia nord-orientale di Xiangkhoang, sono datate tra il 500 a.C. e il 500 d.C. Tra le prime etnie che popolarono il Laos vi furono quelle khmuiche, migrate dalla Cina.
Tra il I e il V secolo d.C., la crescente influenza del Regno di Funan diffuse nel sud dell'Indocina la civilizzazione indù, che venne sviluppata nei secoli successivi dai regni di Chenla, stanziatisi nell'odierna Cambogia, e di Champa, situati nell'ex Vietnam del Sud. L'Impero Khmer, sorto alla fine dell'VIII secolo dalle ceneri di Chenla, si estese in gran parte dell'Indocina e assunse per 500 anni il ruolo di guida dell'Induismo nella regione. A partire dal VI secolo si diffuse anche la cultura Dvaravati, influenzata dall'emergente popolo mon, che si convertì al Buddismo theravāda e favorì la fondazione di diversi principati nelle odierne Birmania e Thailandia. I khmer conquistarono buona parte delle città-Stato mon orientali e imposero l'induismo, mentre il Buddismo continuò a prosperare a ovest. Dall'unione delle due culture nacque la famiglia linguistica mon khmer.

### Regno di Lan Xang

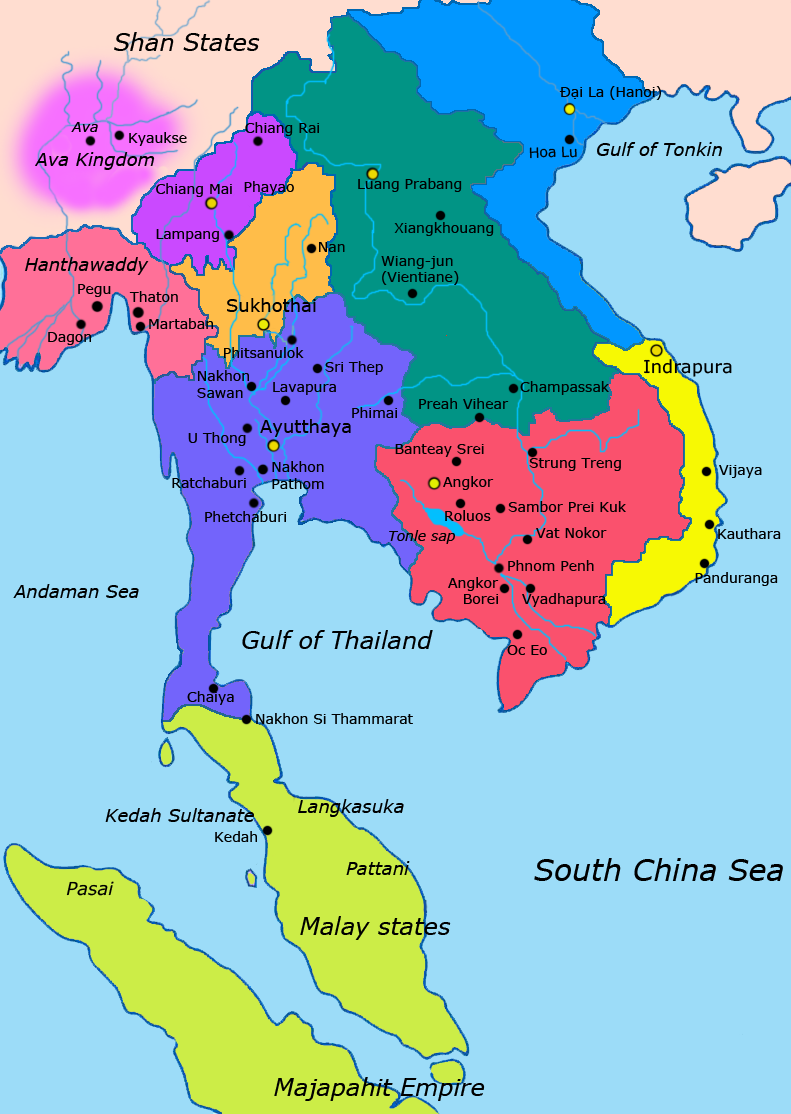
Il Regno di Lan Xang, evidenziato in verde, nel 1400

#### Fondazione
Fu in questo contesto che, tra il IV e l'VIII secolo, si formarono nella parte laotiana della valle del Mekong le prime municipalità chiamate muang, che si tennero in contatto con i regni dell'Indocina e con l'Impero Cinese. Nei secoli successivi, vennero assoggettate come stati vassalli dai khmer e dai champa, ma mantennero un buon margine di autonomia conservando i propri regnanti.
Tra il X e il XII secolo, vi fu una lenta e imponente migrazione dal sud della Cina delle popolazioni tai, che gradualmente si insediarono in una vasta fascia di territori compresi tra il nord-est dell'India e il nord del Vietnam. Gli insediamenti dei tai diedero luogo a diversi sottogruppi, tra i quali sarebbero emersi i lao in Laos, i thai e i lanna in Thailandia e gli shan in Birmania. Attorno al XIII secolo, tali gruppi abbracciarono la fede del Buddismo theravāda, che nel giro di alcuni decenni si sarebbe affermata in tutta l'Indocina.
Con il declino dei khmer, nel XIV secolo, il principe Fa Ngum di Mueang Sua (l'odierna Luang Prabang), educato nella capitale dei khmer Angkor, unificò i principati laotiani e fu incoronato nel 1354 sovrano di Lan Xang (letteralmente "un milione di elefanti", le macchine da guerra di quel tempo), il primo grande regno laotiano. Fa Ngum si proclamò discendente di Khun Borom, il leggendario progenitore delle stirpe tai. La capitale fu insediata nella stessa Mueang Sua e il Buddismo theravāda fu proclamato religione di Stato. Nei primi 20 anni di regno, Fa Ngum espanse i suoi territori nella regione del Champa e in quelle corrispondenti agli odierni Vietnam e Thailandia del Nordest.

#### Crisi e rinascite del regno
L'unificazione del regno aveva comportato una spaccatura in due fazioni dell'aristocrazia di corte. La fazione schierata con il sovrano e legata all'Impero Khmer, che aveva fornito a Fa Ngum l'esercito con cui unificò i principati laotiani, mise in secondo piano la vecchia nobiltà del regno di Mueang Sua. Quest'ultima reagì legandosi all'emergente Regno di Ayutthaya, lo Stato siamese che si disputava con l'Impero Khmer la supremazia nel sudest asiatico. Il conflitto tra le due frazioni si sarebbe trascinato per alcuni decenni e contribuì alla prima grande crisi che ebbe inizio nel 1428. Durante il periodo di grave instabilità, gli intrighi della cortigiana Maha Devi si inserirono nelle lotte fra le fazioni dell'aristocrazia e portarono all'assassinio di almeno sei sovrani nel giro di 12 anni. Il regno si era indebolito anche per il nuovo declino degli alleati khmer che, sottoposti alla crescente pressione di Ayutthaya, abbandonarono Angkor dopo il saccheggio siamese del 1431 e spostarono la capitale a Lovek.
I laotiani subirono la prima pesante sconfitta nel 1455, quando le armate di Lanna furono respinte a caro prezzo dai laotiani, ma riuscirono ad assicurarsi diversi principati di confine. Una nuova sconfitta ebbe luogo nel 1478 da parte degli invasori vietnamiti. I Dai Viet, galvanizzati dopo l'alleanza con l'imperatore cinese della dinastia Ming e la conquista del Regno Champa, occuparono Mueang Sua e furono cacciati dopo aver inflitto grosse perdite alle truppe laotiane. La crisi del regno comportò il distacco delle municipalità più lontane dalla capitale, che pur rimanendo confederate acquisirono un buon grado di autonomia.
Nel 1500, con l'ascesa al trono di Visunarat, Lan Xang tornò a prosperare. Il re fu un fervente religioso, fece costruire bellissimi templi e fece tradurre le sacre scritture Theravada dal pali al laotiano. Durante il suo regno ebbero nuovo slancio le arti. Si spostò negli ultimi anni a governare a Vientiane, da dove era più agevole controllare le turbolente province meridionali, ma Mueang Sua rimase la capitale ufficiale. Lan Xang si consolidò ulteriormente durante il regno del successore Phothisarat I (1520-1550), che al pari del padre fu un fervente buddista. Dichiarò illegale l'Animismo, fino ad allora parte integrante della società, attirandosi l'ostilità dei praticanti di tale fede, che è tuttora alla base della cultura laotiana.

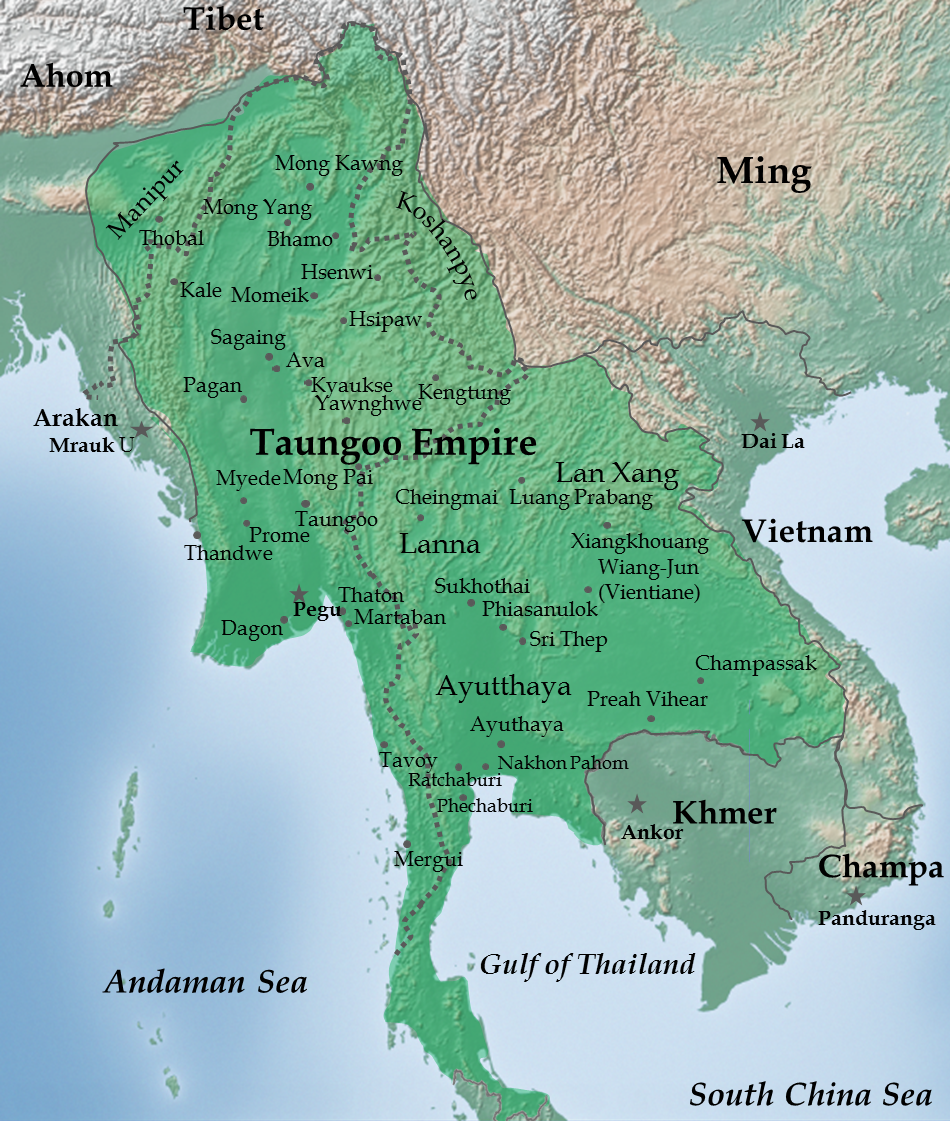
Indocina nel 1580, quando l'Impero birmano di Taungù sottomise Lan Xang e la maggior parte del Sud-est asiatico

Il nuovo re Setthathirat I (regno dal 1550 al 1571) fu costretto a spostare la capitale da Lan Xang a Vientiane nel 1560, spinto dalla minaccia birmana. Fece cambiare il nome di Mueang Sua in Luang Prabang, in onore della statua del Phra Bang, il palladio della monarchia che lasciò nella vecchia capitale. Divenne un eroe nazionale per aver respinto tre invasioni birmane e per i traguardi che raggiunse sia in politica interna sia in quella estera. Fu anche un fervente religioso e fece costruire importanti templi nelle città laotiane.
Nel 1575 il regno cadde in mano ai birmani del re Bayinnaung della dinastia Taungù, che espugnarono Vientiane e deportarono nella capitale Pegu gran parte della popolazione, compreso il re. Bayinnaung completò così le conquiste di tutti quei territori che resero la Birmania il più grande impero mai esistito nel sudest asiatico. La sua morte nel 1581 avrebbe portato alla disgregazione di tale impero.
Lan Xang rimase vassallo dei birmani fino al 1603, quando Voravongse II fu incoronato re e proclamò l'indipendenza dalla Birmania dopo 28 anni di sottomissione. Negli anni successivi continuarono a svilupparsi lotte interne fra le varie fazioni nobiliari del regno. Anche i governatori delle province meridionali continuarono le loro trame indipendentiste.
Le lotte intestine conobbero un periodo di tregua nel 1638 con l'ascesa al trono di Surigna Vongsa, un re illuminato e magnanimo che promosse le arti e fu un fervente religioso. Fu questo il periodo di massimo splendore per il regno, durante il quale arrivarono i primi inviati europei alla corte di Lang Xang, che definirono Vientiane la più magnifica città del sudest asiatico. Surigna Vongsa fu uno dei più longevi monarchi mai esistiti al mondo, avendo regnato dal 1638 al 1690. Seppe mantenere l'ordine e la pace, ma alla sua morte riaffiorarono drammaticamente gli antichi conflitti dell'inquieta aristocrazia del paese.

### Frazionamento di Lan Xang
I sovrani successivi non seppero conciliare le varie fazioni nobiliari. L'ultimo re di Lan Xang fu Setthathirat II, che si prese il trono come vassallo del Vietnam. La sua autorità fu contestata dal cugino Kitsarat, che depose il viceré di Luang Prabang e istituì un autonomo regno nelle province settentrionali. Il re di Ayutthaya, preoccupato dall'influenza dei vietnamiti a Vientiane, mediò la riconciliazione fra i due cugini, che si accordarono per la spartizione nei due nuovi regni di Lan Xang Luang Prabang e di Lan Xang Vientiane nel 1707.
L'aristocrazia dei principati del sud approfittò dell'instabilità che si era creata e istituì il Regno di Champasak, che si staccò da quello di Vientiane nel 1713. Il trono fu affidato al giovane fratellastro di Setthathirat II, che divenne re con il nome regale Soi Sisamut Il Regno di Luang Prabang divenne nel 1771 vassallo della Birmania fino al 1779, quando fu obbligato a diventare vassallo siamese.

### Assoggettamento al Siam e all'Indocina francese
I tre regni furono fin dall'inizio in lotta tra loro e vennero assoggettati tra il 1778 e il 1781 dal Siam, che ne fece degli stati vassalli. Fu allora che l'Isan venne annesso al Siam. La ribellione del re di Vientiane Anouvong, nel 1826, si concluse dopo tre anni con l'esecuzione del sovrano, la distruzione di Vientiane e la deportazione di diverse centinaia di migliaia di cittadini nell'Isan, che era a quel tempo pressoché disabitato.
Nel 1893, i laotiani accolsero favorevolmente l'esito della guerra franco-siamese che vide il paese, nuovamente unito e sottratto definitivamente al dominio del Siam, divenire parte dell'Indocina francese. Nel delicato equilibrio politico di quel tempo nella regione, dominata dalla tensione tra le potenze coloniali britannica e francese, i siamesi persero altri vasti territori nelle odierne Cambogia, Birmania e Malesia, ma riuscirono a mantenere il controllo sull'Isan, che era stato annesso. Venne coniato il termine Laos, traslitterazione che fecero i francesi della parola lao, il nome dell'etnia dominante nel paese, quando nel 1899 venne ufficialmente istituito il Protettorato Francese del Laos.
Sotto la guida del viceconsole Auguste Pavie e del re Sisavang Vong, che regnò dal 1904 (inizialmente sulla sola Provincia di Luang Prabang), il Paese guadagnò una certa stabilità e ottenne un miglioramento delle condizioni di vita della popolazione. I francesi non diedero grande importanza al Laos, che fu sostanzialmente usato come Stato cuscinetto tra i propri territori e quelli controllati dai britannici. Venne introdotto il sistema delle corvée, che obbligava ogni uomo laotiano a fornire 10 giorni all'anno di manovalanza gratuita al governo coloniale. I prodotti, tra i quali i principali erano lo stagno, il caucciù e il caffè, rappresentavano l'1% delle esportazioni dell'Indocina francese. Nel 1940, erano solo 600 i cittadini francesi presenti nel Paese.

### Seconda guerra mondiale
Lo scoppio della seconda guerra mondiale cambiò gli equilibri nella regione, soprattutto dopo l'invasione tedesca della Francia, che indebolì il governo dell'Indocina francese privandolo di gran parte dei rifornimenti. Ne approfittò dapprima l'Impero del Giappone, che a fine estate del 1940 dispiegò le proprie truppe in gran parte dell'Indocina francese con il permesso delle autorità nominate dal Governo di Vichy, che preservò in tal modo la sovranità francese sui territori. Fu poi la volta del governo nazionalista di Bangkok, che provocò alla fine del 1940 la guerra franco-thailandese, al termine della quale recuperò con l'aiuto dei giapponesi parte dei territori laotiani ceduti ai francesi all'inizio del secolo.
La perdita dei territori oltre il Mekong provocò l'indignazione della corte di Luang Prabang, a cui i francesi avevano garantito la salvaguardia delle terre laotiane nell'ambito del protettorato. I francesi dovettero ammettere le ragioni di re Sisavang Vong, e al regno-provincia di Luang Prabang furono annesse le province di Vientiane, Xiangkhoang e Luang Namtha, che si aggiunsero a quelle di Phôngsali e Houaphan cedute nei decenni precedenti. Il trattato con cui furono annesse le province comprendeva un buon margine di autonomia per l'ingrandito regno, e in questa fase si mise in evidenza il viceré Phetsarath, che diede un'eccellente organizzazione all'amministrazione e alle istituzioni laotiane.
Quando le sorti del conflitto furono sfavorevoli per le potenze dell'Asse, dal dicembre del 1944 truppe della Francia Libera del generale Charles de Gaulle, che aveva coagulato le forze della resistenza francese, vennero paracadutate in Laos per fronteggiare i giapponesi, che risposero occupando il Paese il 9 marzo 1945 e obbligando i francesi a organizzarsi nella giungla. Le truppe giapponesi costrinsero l'8 aprile il re Sisavang Vong a proclamare l'indipendenza sotto la protezione di Tokyo; il sovrano firmò controvoglia perché avrebbe preferito il controllo francese a quello giapponese.

### Indipendenza
Il tracollo giapponese nel conflitto mondiale portò al ritiro delle truppe dal Laos nell'agosto del 1945 e Phetsarath, che era stato nominato dai giapponesi primo ministro, annunciò di propria iniziativa che il Paese confermava il proclama di indipendenza. Al rifiuto del sovrano di avallare il comunicato di Phetsarath, nell'autunno del 1945 fu instaurata in Laos un'effimera Repubblica chiamata Pathet Lao, retta dal movimento patriottico Lao Issara che detronizzò il re Sisavang Vong. Oltre a Phetsarath, tra i promotori di questa entità politica vi furono il fratello di Phetsarath Souvanna Phouma e il fratellastro Souphanouvong, che avrebbero avuto un ruolo di primaria importanza nei decenni successivi.
Le truppe francesi, riorganizzatesi nelle aree rurali, ripresero nel 1946 il controllo del Paese, che divenne parte della neonata Unione Francese, mentre il direttivo di Lao Issara si rifugiò in Thailandia, dove organizzò un governo in esilio. Il Regno del Laos fu proclamato l'11 maggio 1947, il giorno in cui re Sisavang Vong, rimesso sul trono dai francesi, promulgò la nuova Costituzione. Souphanouvong fu tra i membri di Lao Issara in Thailandia, si rifugiarono a Hanoi altri membri del movimento, tra cui i futuri capi del Partito Rivoluzionario del Popolo Lao Kaysone Phomvihane e Nouhak Phoumsavanh, convinti che l'indipendenza del Laos avrebbe potuto arrivare solo con l'appoggio dei nord-vietnamiti.
In Vietnam Souphanouvong si riunì con Kaysone Phomvihane, Nouhak Phoumsavanh, Thao O Anourack, Tiao Souk Vongsak e Phoumi Vongvichit, la cui lotta armata per l'indipendenza del Laos era già cominciata con la formazione di organizzazioni appoggiate dai nord-vietnamiti, che avevano dato via alla guerra d'Indocina contro i francesi. Nel Congresso dei Rappresentanti del Popolo convocato da Souphanouvong nell'agosto del 1950 venne creato il Fronte del Laos Libero, emanazione dello storico Lao Issara, che si impegnava alla lotta unitaria anti-francese per la rifondazione della Nazione Lao, detta Pathet Lao. Fu formato un nuovo governo in esilio in cui entrarono anche ex ufficiali del governo reale laotiano e membri di alcune minoranze tribali del Laos.
L'infiltrazione di osservatori e truppe nord-vietnamite in Laos passò dalle 500 unità di fine 1946 alle 17 000 nel 1953. Nel 1950, Kaysone e Nouhak entrarono nel Partito Comunista Indocinese (PCI), che mise in atto la strategia di cooperare con i movimenti Viet Minh e il nuovo Lao Issara, al cui interno vi erano anche membri non comunisti. Tale strategia fu necessaria soprattutto in Laos, dove la nozione di armonia diffusa dal Buddismo si scontrava con la lotta di classe propugnata dai comunisti. Il previsto rovesciamento della monarchia fu tenuto segreto. Il PCI si era formato nel 1932 e nel 1951 si suddivise in tre distinti partiti in Vietnam, Laos e Cambogia. In questo periodo, dei 2 091 membri del PCI presenti in Laos, solo 31 erano laotiani. Il processo di formazione del partito in Laos fu lungo e incontrò le resistenze dei non comunisti del Pathet Lao e sarebbe stato ufficialmente fondato in segreto nel marzo del 1955 con il nome di compromesso Partito del Popolo Lao (in lingua lao: Phak Pasason Lao).
Tra il 1951 e il 1952, sia il Pathet Lao, con l'aiuto dei nord-vietnamiti, sia il Regno del Laos, con l'aiuto francese, formarono e addestrarono un proprio esercito. Nell'aprile del 1953, un esercito di 40 000 Viet Minh, comandato dal generale Võ Nguyên Giáp e supportato da 2 000 militanti del Pathet Lao agli ordini di Souphanouvong, invase il nord-est del paese e dopo aspri combattimenti occupò buona parte delle province di nord-est. Il 19 aprile del 1953, Souphanouvong istituì il governo del Pathet Lao nella Provincia di Houaphan.
I francesi, fiaccati dalla guerra d'Indocina, rimossero gli ultimi ostacoli all'indipendenza del Paese siglando il Trattato di amicizia e associazione franco-laotiana il 22 ottobre 1953. La successiva battaglia di Dien Bien Phu, combattuta tra il marzo e il maggio del 1954, vide la distruzione delle truppe dei colonizzatori da parte dei nord-vietnamiti e la fine del dominio francese in Indocina. La successiva Conferenza di Ginevra sancì l'indipendenza del Laos e la sua neutralità nel vicino conflitto che contrapponeva il Vietnam del Nord al Vietnam del Sud.

### Guerra civile
Subito dopo aver ottenuto l'indipendenza, il Paese dovette fronteggiare una lunga guerra civile, chiamata anche 'Guerra Segreta' che si intrecciò con la vicina guerra del Vietnam. La situazione economica del Paese collassò e le condizioni di vita della popolazione divennero drammatiche.
Il conflitto fu il risultato dello scontro fra le fazioni degli aristocratici legati ai regni del XVIII secolo: il filo-vietnamita principe Souphanouvong di Luang Prabang, fondatore del movimento comunista Pathet Lao, soprannominato il "principe rosso", il suo fratellastro principe Souvanna Phouma, leader dei centristi spesso alla ricerca dell'unità nazionale, ed il principe di Champasak Boun Oum, capo delle destre e filo-francese. Durante il conflitto, il paese fu vittima di una delle più pesanti serie di bombardamenti mai effettuate dall'aviazione statunitense, la maggior parte dei quali fu concentrata sulla Piana delle Giare, roccaforte dei comunisti, e sul sentiero di Ho Chi Minh. Era una piccola strada di montagna nascosta nella giungla che si snodava lungo tutta la catena Annamita, dove le truppe nord-vietnamite e gli alleati del Pathet Lao transitavano per portare rinforzi ai vietcong impegnati nel Vietnam del Sud.
Durante la guerra civile, il servizio segreto americano della CIA addestrò reparti speciali composti principalmente da guerriglieri di etnia hmong che, supportati dall'aviazione americana e dalle truppe dell'Esercito Reale Laotiano, effettuarono importanti azioni di disturbo alle operazioni delle forze comuniste laotiano-vietnamite. Si trattava di una campagna segreta, non autorizzata dal Congresso, che violò gli accordi presi a Ginevra nel 1954, nei quali il Laos era stato dichiarato neutrale al conflitto vietnamita. Nel 1959 morì il re Sisavang Vong e gli succedette Savang Vatthana, privo del carisma del padre, che regnò fino al 1975.
I bombardamenti furono concentrati nel periodo tra il 1964 e il 1973, furono sganciate più di 2 milioni di tonnellate di bombe sul territorio laotiano, per un totale di 580 000 raid aerei americani. Circa il 30% delle bombe lanciate non scoppiò al momento dell'impatto e molte si trovano tuttora sul terreno. Molti di tali ordigni sono le micidiali bombe a grappolo, che erano state da poco introdotte sul mercato e furono largamente impiegate in Laos. Le vittime delle bombe furono più di 50 000, quasi metà delle quali colpite dopo il termine dei bombardamenti. L'Autorità Nazionale Laotiana per gli Ordigni Inesplosi ha in proposito recentemente pubblicato un rapporto ricco di dati.
Buona parte del terreno agricolo laotiano è ancora disseminato di bombe inesplose e spesso i contadini del paese rimangono tuttora feriti o uccisi per un'esplosione.
Il governo degli Stati Uniti dona 3 milioni all'anno per finanziare le operazioni di disinnesco degli ordigni, ma al tempo dei bombardamenti spese più di 2 milioni di dollari al giorno (corrispondenti circa a 17 milioni di dollari attuali).
Quando il 30 marzo 1972 l'esercito di Hanoi lanciò nel Vietnam del Sud l'Offensiva Nguyen Hue, il massiccio supporto aereo statunitense in difesa dei sud-vietnamiti comportò la riduzione dei raid in Laos settentrionale, che raggiunsero il punto minimo dal 1965. Gli Stati Uniti uscirono dal Laos nel 1973 come stabilito negli accordi di pace di Parigi siglati il 27 gennaio di quello stesso anno. I nord-vietnamiti non furono obbligati a rimuovere le proprie forze in virtù del trattato. Per salvarsi dalla capitolazione il governo laotiano fu costretto a far entrare nella propria compagine rappresentanti del Pathet Lao, con i cosiddetti accordi di Vientiane, dopo che gli statunitensi cominciarono a diminuire l'appoggio militare e a ritirarsi.

### Repubblica Popolare Democratica del Laos
Senza una guida salda e il supporto statunitense, le forze regolari laotiane si sfaldarono, mentre il Pathet Lao, proclamando una politica di riconciliazione nazionale e pacificazione, prese man mano l'effettivo controllo del paese, con l'aiuto delle forze nordvietnamite che malgrado gli accordi non si erano ritirate. Con l'appoggio di Unione Sovietica e Vietnam del Nord, i comunisti costrinsero quindi il re Savang Vatthana ad abdicare il 2 dicembre 1975. Lo stesso giorno venne proclamata la Repubblica Popolare Democratica del Laos, che strinse subito accordi di collaborazione con il Nord Vietnam. Venne abrogata la Costituzione del 1947 e il paese fu amministrato dal partito unico comunista. Il re, con diversi esponenti della famiglia reale, venne poi internato e morì in prigionia pochi anni dopo. Souphanouvong, "il principe rosso", fu il primo presidente, mentre capo del governo fu Kaysone Phomvihane, il leader effettivo del Pathet Lao. Nel frattempo era cominciato un esodo massiccio di diversi strati della popolazione, tra cui molti hmong, etnia che continuò una lotta armata anticomunista in diverse zone del paese, mentre i comunisti attuavano parimenti una politica di repressione degli elementi considerati ostili al nuovo governo.
Souphanouvong organizzò un regime basato sul modello vietnamita, gravitante nella sfera d'influenza dell'Unione Sovietica, tanto da cessare i rapporti con la Cina comunista nel 1979. Nel 1986 si dimise per favorire l'ascesa del suo secondo vice-premier, Phoumi Vongvichit. Nel 1991, a seguito della caduta del muro di Berlino e dell'indebolimento del comunismo, il Consiglio Supremo del Popolo promulgò la nuova Costituzione e l'anno successivo si svolsero le prime elezioni, che diedero vita all'Assemblea Nazionale composta da 85 membri.
Il Laos mantenne una relativa tranquillità sociale e non rimase coinvolto nei drammatici conflitti che insanguinarono la vicina Cambogia. Fonte di continua preoccupazione furono per il governo le ripetute azioni di guerriglia messe in atto dai ribelli hmong, che ebbero il supporto della CIA americana e dei superstiti in esilio della famiglia reale. A oggi, la rivolta hmong non si è ancora definitivamente conclusa, nonostante gli accordi di pace siglati col governo centrale.
Dopo il crollo del blocco sovietico ebbe inizio una lenta liberalizzazione economica, ma il partito unico si è mantenuto al potere concentrando la propria azione su una forte militarizzazione del paese, pur abbandonando le rigide posizioni ideologiche dell'epoca sovietica. Vi è stato in questi anni uno sforzo del governo per riappacificarsi con le vecchie opposizioni, tentando di integrarle nel regime.
Dal 1992 il paese ha aperto le frontiere al turismo e nel 1994, grazie a un finanziamento australiano, è stato costruito sul Mekong il primo ponte dell'amicizia thai-lao, che unisce Laos e Thailandia in corrispondenza di Vientiane. Fu il primo ponte sul fiume in tutta l'Indocina e negli anni seguenti ne furono costruiti altri nel paese. L'autarchico sistema di conduzione del paese non ha rallentato l'inflazione né il progressivo crollo del kip, la valuta del paese, fino alla fine del millennio. Fu attorno al 2000 che vennero presi nuovi sostanziosi accordi commerciali con l'estero, in particolare con la Cina e la Thailandia, le cui aziende e istituzioni bancarie hanno fatto da allora grandi investimenti in Laos, contribuendo al risollevamento dell'economia e alla stabilizzazione della valuta.
Dal 2021 il presidente della repubblica e capo del partito è Thongloun Sisoulith.

## Geografia
Il territorio del Laos occupa una porzione orientale dell'Indocina, allungata in senso nord-ovest/sud-est per un migliaio di chilometri e compresa essenzialmente tra lo spartiacque della catena annamita, dove confina a est con il Vietnam, e il medio corso del fiume Mekong, dove confina a ovest con la Thailandia. Il Paese confina inoltre a nord-ovest con il Myanmar, a nord con la Cina e a sud con la Cambogia.
Privo di sbocco al mare e prevalentemente montuoso, il Laos ha una struttura fisica notevolmente articolata. La sezione settentrionale, accidentata ma non impervia, è costituita da rilievi che superano i 2000 m d'altezza, propaggini meridionali delle montagne cinesi dello Yunnan. Il lembo occidentale, a ovest del Mekong, è formato da rilievi paleozoici notevolmente ammorbiditi dall'erosione (monti di Luang-Prabang). La sezione centrale, che culmina nel massiccio cristallino del monte Bia (2820 m), che sovrasta a nord la Piana delle Giare, ampia zona ribassata che collega il bacino del Mekong con il golfo del Tonchino, è dominata dalle catene dell'Annam che digradano lievemente fino al corso del fiume Mekong. La parte meridionale, decisamente più articolata, comprende le propaggini occidentali dell'Annam, con una serie di rilievi calcarei intensamente carsificati (Khammouan) e l'isolato altopiano basaltico dei Bolovens. Il territorio appartiene quasi interamente al bacino idrografico del Mekong, unico vero fattore unificante del Paese, che vi scorre per 1800 km seguendo parte dei confini con il Myanmar e soprattutto con la Thailandia. L'influenza del monsone di sud-ovest determina un regime decisamente pluviale con forti piene estive. Il tratto settentrionale, incassato tra i monti, che si snoda dal confine cinese fino a Luang-Prabang, non è navigabile anche se, in prossimità della città, si allarga fino a 400 metri. Da Luang-Prabang a Vientiane il corso del Mekong è reso accidentato da frequenti e violentissime rapide e strette gole; diventa più regolare e navigabile, per più di 500 km, nel tratto a valle, fino oltre Savannakhet ove il suo alveo raggiunge la larghezza di 2 km. Di nuovo rapide e gole ne impediscono la navigazione fino alla piana di Pakxe dove si avvia verso la foce, ancora lontana, con un maestoso procedere entro un ampio e ramificato letto largo da 10 a 12 km.
Il clima è di tipo tropicale monsonico, con modeste escursioni termiche e temperature molto elevate nel periodo da marzo a maggio, soprattutto nelle valli dove si trovano i principali centri urbani (a Vientiane, Savannakhet e Luang-Prabang la media in questo periodo è di 27-30 °C). Le regioni montane invece godono di condizioni più temperate dovute all'altitudine. Da maggio a settembre il monsone estivo porta abbondanti piogge che provocano le piene del Mekong e dei suoi affluenti con frequenti inondazioni (le precipitazioni medie annue, di 1000-2000 mm, diventano anche di 2500 mm sulle montagne). A volte, in questo periodo, arrivano anche i tifoni che si formano nel mar Cinese Meridionale. Nella stagione secca, invernale, che va da ottobre all'inizio di aprile, il caldo è insopportabile nelle valli, mentre nelle regioni montuose settentrionali diminuisce notevolmente.
La foresta pluviale, ricchissima di specie vegetali sempreverdi, ricopre le zone più basse e di media altitudine. Le essenze arboree sono costituite da alberi che raggiungono i 40-50 m di altezza e da un sottobosco di arbusti. Pianta tipica e spontanea è il tek, che fornisce un legno duro e resistente. Nelle regioni meridionali dove la foresta è più rada, essa è facilmente soggetta agli incendi durante la stagione secca, lasciando il posto a macchie arbustive con felci e bambù. Nelle zone meno piovose si sviluppa la savana, con essenze prevalentemente xerofile. Lungo i rilievi, sopra i 1500 m di altezza, la foresta è sostituita da foreste di conifere e da pascoli.
Tra i grandi animali selvatici delle foreste e delle savane laotiane sono particolarmente diffusi l'elefante, utilizzato come animale da lavoro, e il bufalo, spesso addomesticato.

## Ordinamento dello Stato

### Suddivisioni amministrative

Il Laos è suddiviso in 17 unità amministrative, di cui 16 sono province (in lingua lao: ແຂວງ, traslitterato: Khwèeng) e 1 è una prefettura (in lao: ນະຄອນຫຼວງ, traslitterato Nàkhòonlùang), il cui livello amministrativo è equiparato a quello delle province. Tale prefettura comprende la municipalità di Vientiane, la capitale del paese.
| Codice | Provincia               | Capoluogo       | Superficie (km²) | Abitanti |
| ------ | ----------------------- | --------------- | ---------------- | -------- |
| 1      | Attapeu                 | Attapeu         | 10 320           | 114 300  |
| 2      | Bokeo                   | Ban Houayxay    | 6 196            | 149 700  |
| 3      | Bolikhamxai             | Paksan          | 14 863           | 214 900  |
| 4      | Champasak               | Pakse           | 15 415           | 575 600  |
| 5      | Houaphan                | Xam Neua        | 16 500           | 322 200  |
| 6      | Khammuan                | Thakhek         | 16 315           | 358 800  |
| 7      | Luang Namtha            | Luang Namtha    | 9 325            | 150 100  |
| 8      | Luang Prabang           | Luang Prabang   | 16 875           | 408 800  |
| 9      | Oudomxay                | Muang Xay       | 15 370           | 275 300  |
| 10     | Phongsali               | Phongsali       | 16 270           | 199 900  |
| 11     | Xaignabouli             | Xaignabouli     | 16 389           | 382 200  |
| 12     | Salavan                 | Salavan         | 10 691           | 336 600  |
| 13     | Savannakhet             | Savannakhet     | 21 774           | 721 500  |
| 14     | Sekong                  | Xekong          | 7 665            | 83 600   |
| 15     | Prefettura di Vientiane | Vientiane       | 3 920            | 726 000  |
| 16     | Vientiane               | Mueang Phonhong | 15 927           | 373 700  |
| 17     | Xiangkhoang             | Phonsavan       | 15 880           | 37 507   |

Sia le province sia la prefettura si suddividono in distretti (in lao: ເມືອງ, trasl.: mueang, pronuncia IPA: [mɯaŋ]), che a loro volta si suddividono in villaggi (in lao: ບ້ານ, trasl. ban o più precisamente bàan). I ban rappresentano il gradino più basso della gerarchia amministrativa.

## Società

### Gruppi etnici

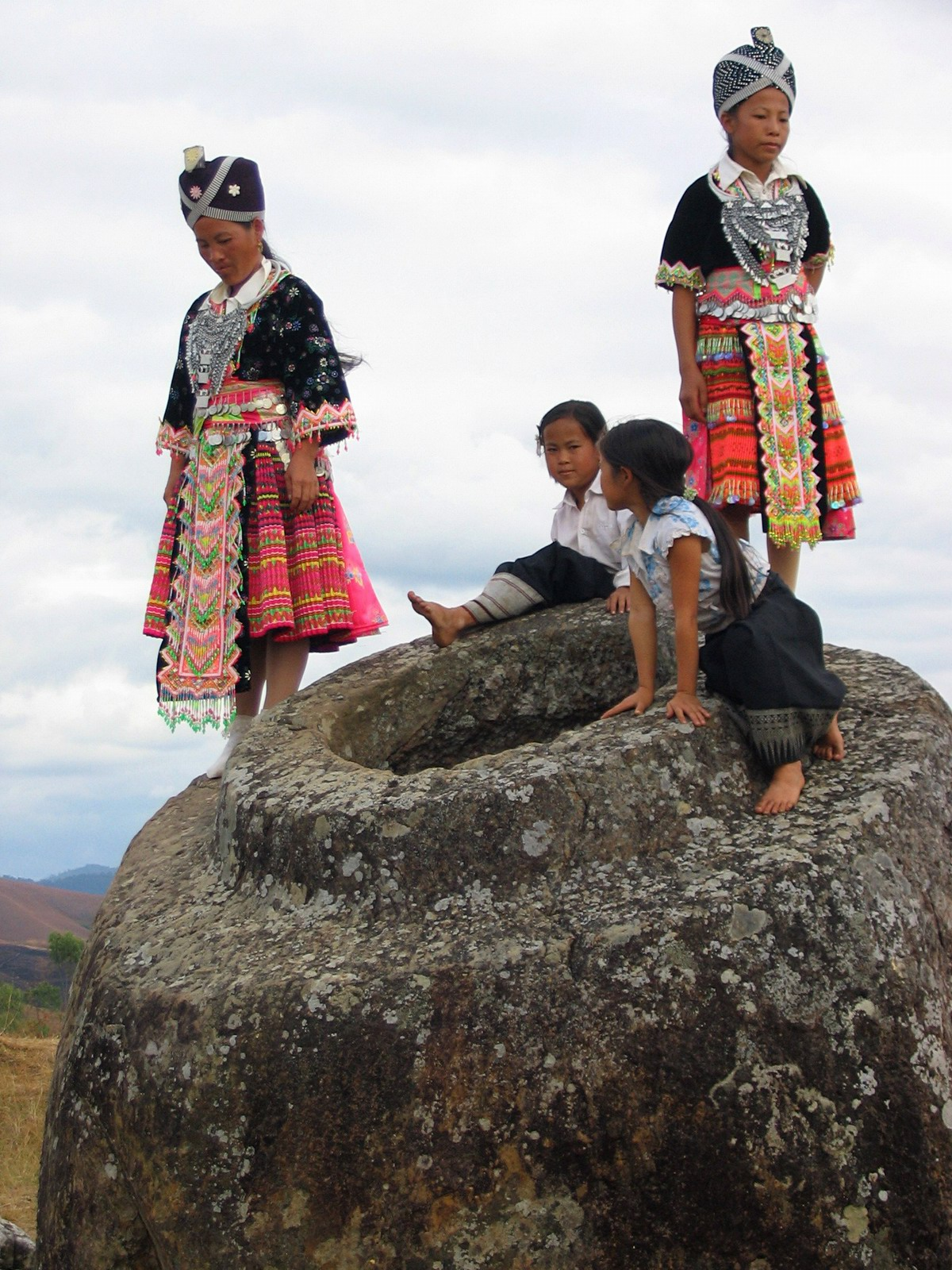
Ragazze hmong nella Piana delle Giare

Secondo gli studi governativi basati sul censimento del 1995, nel territorio del paese risiedono 49 diversi gruppi etnici, che hanno differenti tradizioni e costumi. Sulla base di un criterio socio-geografico, si dividono in tre fasce:
- Lao loum (lett. lao bassi), gli abitanti delle pianure (77%), il gruppo di etnie dominanti, formato in gran parte dai lao (52,5% degli abitanti del Laos),[28] etnia affine ai thai.
- Lao song (lett. lao alti), abitanti delle zone di alta montagna, piccole tribù del nord in genere di etnia mong-yao o tibeto-birmana
- Lao theung (lett. lao intermedi) o lao kang, stanziati negli altopiani e delle zone pedemontane del paese, in genere delle etnie mon-khmer, che presumibilmente formarono i primi centri abitati nella valle del Mekong

Il governo cerca di prendere le distanze da questa classificazione, che implica una discriminazione razziale non gradita dalle due fasce dei song e dei theung, ma nella tradizione popolare dell'etnia lao questa suddivisione è consolidata.
Le 49 etnie sono state suddivise dal governo a seconda della lingua parlata in quattro gruppi:
- 1) Tai kadai, gruppo presentato dal governo sotto il nome 'lao-thai', comprendente le seguenti 8 etnie:
  - 1.1) Sèk, traslitterato in inglese saek o xaeh, chiamati anche set e tai sek. Sono stanziati nel Laos centrale e sono presenti anche in Thailandia
  - 1.2) Tai yuan (pronuncia laotiana: gnuan, traslitterato in inglese: nhouan), chiamati anche lanna thai, thai settentrionali, khon mueang, phayap, tai nya, tai yon e lao occidentali. Provenienti dall'odierna Thailandia del nord, dove sono tuttora l'etnia prevalente, vivono in Laos nelle zone del confine thai settentrionale
  - 1.3) Tai, con questo termine in realtà il governo raggruppa alcune etnie molto simili tra loro, fra le quali:
    - 1.3.1) Tai dam (tai neri), chiamati anche tai noir e thai den. Vivono nel Laos centrale, in Vietnam, in Thailandia e in Cina
    - 1.3.2) Tai deng (tai rossi), chiamati anche tai do. Sono presenti nelle zone del confine settentrionale con il Vietnam e nello stesso Vietnam
    - 1.3.3) Tai khao (tai bianchi), chiamati anche tai don, tai blanc, tai lai e thái tráng. Sono presenti nel nordest del paese, in Vietnam e in Cina

  - 1.4) Tai nuea, traslitterato anche tai nüa e chiamati anche shan cinesi. Sono stanziati nel nord del Laos, in Birmania, in Cina, in Thailandia e probabilmente in Vietnam
  - 1.5) Phu thai, stanziati soprattutto nelle province centro-meridionali, in Thailandia e in Vietnam
  - 1.6) Yang (pronuncia lao: gnang, traslitterato in inglese: nhang), appellativo laotiano del popolo giay vietnamita.[28] Forti analogie con i buyei della Cina
  - 1.7) Lao, l'etnia dominante nel paese, presente anche nelle aree tribali con funzionari governativi e commercianti. Presenti anche in Cambogia. Nel XIX secolo i colonizzatori siamesi deportarono una buona parte della popolazione laotiana, la maggior parte di etnia lao, che andarono a formare l'attuale popolazione dell'Isan, annesso dal Siam in quello stesso periodo
  - 1.8) Tai lü, traslitterato anche tai lue, chiamati anche pai i e shui pai i. Provenienti dalla prefettura del Xishuangbanna, nell'odierna provincia cinese dello Yunnan, dove tuttora rappresentano la maggioranza. In Laos vivono nelle aree di confine con la Cina, e sono presenti anche in Thailandia, Vietnam e Birmania
- 2) Mon khmer, 32 etnie che parlano idiomi legati alla famiglia linguistica risultante dall'incontro fra le culture dei popoli mon e khmer:
  - 2.1) Khmu, chiamati anche lao teng, mu, puteng e theng. Sono stanziati in molte zone di montagna e in tutte le aree pedemontane del Laos settentrionale. Presenti anche in Thailandia, Vietnam, Cina e Birmania
  - 2.2) Katang, stanziati nel sud del paese e in due villaggi thailandesi meridionali
  - 2.3) Katu, in Laos vivono nelle regioni motane del sud e sono chiamati katu occidentali, la loro lingua è molto diversa da quella dei katu orientali del Vietnam
  - 2.4) Kriang, chiamati anche nghè, traslitterato in inglese ngae. Stanziati nelle regioni del sud, non sono presenti in altri stati
  - 2.5) Kri, traslitterato in inglese kree, chiamati in Laos anche kha thong luang, 'schiavi della foglia gialla'. Etnia nomade difficile da censire, presenti nel Laos centrale, in Vietnam e in Thailandia
  - 2.6) Khmer, nome tradizionale dell'etnia dominante in Cambogia. Vivono in alcuni villaggi al confine cambogiano nella Provincia di Champasak. Presenti anche in Thailandia e in Vietnam, dove sono chiamati krom
  - 2.7) Nguan, traslitterato in inglese ngouan. Vivono nel Laos centrale e in Vietnam, dove sono chiamati nguôn
  - 2.8) Jeng, chiamati anche ceng, sono stanziati in alcuni villaggi del sud. Non presenti in altri Stati
  - 2.9) Samtao, stanziati lungo i confini nord-occidentali, sono presenti anche in Cina e in Birmania
  - 2.10) Sedang, si dividono nei gruppi sedang, sedangduan e kayong. Stanziati nelle province del sud ma soprattutto in Vietnam[28]
  - 2.11) Suay, chiamati anche kuy, aouei, dui, khamen-boran (khmer tradizionali). Presenti nel sud del Laos, in Thailandia e in Cambogia
  - 2.12) Xinh Mun, chiamati anche puoc, kha niang e lao muh. Sono stanziati lungo le frontiere nord-orientali e in Vietnam
  - 2.13) Nyaheun, traslitterazione inglese del termine gnaheun. Chiamati anche hin, hoen e hun, sono stanziati nelle aree montane del sud. Non sono presenti in altri paesi
  - 2.14) Tà Ôi, in Laos sono suddivisi in due sottogruppi, i ta oi alti (chiamati anche kantua) e i ta oi bassi (detti anche tong), a seconda della posizione in montagna dei villaggi. Sono stanziati nel sud del Laos e i soli ta oi alti sono presenti anche in Vietnam
  - 2.15) Triang, detti anche tareng, vivono nelle montagne del sud e in Vietnam[28]
  - 2.16) Tri, detti anche bru orientali, stanziati nelle montagne del centro-sud e anche in Vietnam. I bru occidentali sono in Thailandia
  - 2.17) Tum, detti anche hung, stanziati nelle montagne del Laos centrale e presenti anche in Vietnam, dove sono chiamati thoh
  - 2.18) thé, traslitterato in inglese thae, chiamati anche thén. Vivono nel sud del paese e non sono presenti in altri Stati
  - 2.19) Bit, detti anche bid, presenti nelle zone di confine con la Cina, dove vive una piccola comunità di bit. Non sono presenti in altri paesi
  - 2.20) Lave, detti anche brau o brao, stanziati lungo le aree di frontiera con la Cambogia. Presenti anche in Vietnam e Cambogia
  - 2.21) Pacoh, chiamati anche pokoh, vivono nel centro-sud del paese e sono stanziati anche in Vietnam
  - 2.22) Pray, detti anche phai, stanziati nella Provincia di Xaignabouli e in Thailandia del Nordest
  - 2.23) Phong, detti anche kniang. Stanziati nelle aree montane del nord-est. Presenti solo in Laos
  - 2.24) Makong, detti anche so e bru makong, stanziati nelle aree centrali del paese e in quelle corrispondenti in Thailandia sul lato opposto del Mekong
  - 2.25) Moy, vivono in Laos solo in un villaggio della Provincia di Houaphan. In Vietnam, dove sono chiamati muong, c'è una comunità più grande
  - 2.26) Yru, o yrou, detti anche laven, l'etnia principale dell'altopiano di Bolaven, che prende il loro nome, nel sud del paese. Non presenti in altri Stati
  - 2.27) Yè, traslitterato in inglese yae, detti anche jeh, stanziati nelle province sud-orientali e in Vietnam
  - 2.28) Lamet, detti anche khamet. Presenti nelle province nord-occidentali e in quelle vicine della Thailandia
  - 2.29) Lavi, stanziati in 3 villaggi della Provincia di Xekong. Non presenti in altri paesi
  - 2.30) Oi, detti anche huey. Vivono nella Provincia di Attapeu e non sono presenti in altri paesi
  - 2.31) O du, chiamati anche idu o tay hat, presenti in due villaggi della Provincia di Xiangkhoang e in Vietnam
  - 2.32) Alak, chiamati anche hrlak. Stanziati nelle province meridionali e non presenti in altri Stati
- 3) Sino-tibetani, 7 etnie che parlano idiomi legati alle famiglie linguistiche sinitiche e tibeto-birmane:
  - 3.1) Phunoi, detti anche singsily, stanziati nel centro-nord del paese. Presenti anche in Vietnam e Thailandia
  - 3.2) Si la, stanziati nelle province settentrionali, presenti anche in Vietnam, dove sono chiamati anche sida
  - 3.3) Lahu, chiamati anche musso, hanno un sottogruppo chiamato lahu shi (lahu gialli). Entrambi stanziati nelle aree di confine nord-occidentale. Presenti anche in Cina, Birmania, Thailandia e Vietnam
  - 3.4) Lolo, piccola comunità nella Provincia di Phongsali, come in Thailandia e Birmania, La grande maggioranza vive in Cina
  - 3.5) Hor, vivono nella Provincia di Phongsali, stanziati anche in Cina
  - 3.6) Akha, detti anche aini, iko, khako e ko. Stanziati nelle province settentrionali, presenti anche in Cina, Thailandia, Birmania e Vietnam
  - 3.7) Hani, chiamati anche ho, vivono nella Provincia di Phongsali. Presenti anche in Cina e Vietnam
- 4) Hmong-mien, gruppo che comprende in Laos 2 etnie:
  - 4.1) Hmong, stanziati nel nord del paese, sono presenti anche in Cina, Vietnam e Thailandia
  - 4.2) Iumien, un sottogruppo degli yao, vivono nel nord del paese. Sono presenti anche in Cina, in Thailandia e Vietnam

### Religione
Il 66% della popolazione laotiana è buddista theravada, l'1,5% è cristiano, lo 0,1% è musulmano, lo 0,1% è ebreo e il 32,3% è di altre o non specificate religioni secondo un censimento del 2010.

### Lingue
Il lao è la lingua ufficiale del paese, una lingua tonale appartenente al gruppo delle lingue tai. Tuttavia, solo poco più della metà della popolazione è in grado di parlare il lao, mentre il resto degli abitanti parla diverse lingue delle minoranze etniche. La seconda lingua nelle scuole è l'inglese. Nelle zone al confine con la Thailandia si ricevono i programmi della televisione thai e, data l'affinità tra le due lingue, molti laotiani parlano thai.
Il francese, eredità dell'età coloniale, è stato per un certo tempo mantenuto come lingua amministrativa del Paese: caduto in seguito in declino, il suo insegnamento presso le giovani generazioni ha ricevuto nuovo slancio in seguito all'adesione del Laos all'Organizzazione Internazionale della Francofonia. È stato reintrodotto come lingua straniera nelle scuole e sono stati creati percorsi di istruzione bilingue a livello primario e secondario. I nomi delle vie a Vientiane sono dappertutto bilingui lao-francese. La maggior parte delle minoranze etniche parla il proprio idioma, e quasi tutti i membri sono stati educati a parlare il lao, che viene insegnato nelle scuole.

## Istruzione

### Università
L'Università nazionale del Laos è stata istituita nel 1996.

## Economia

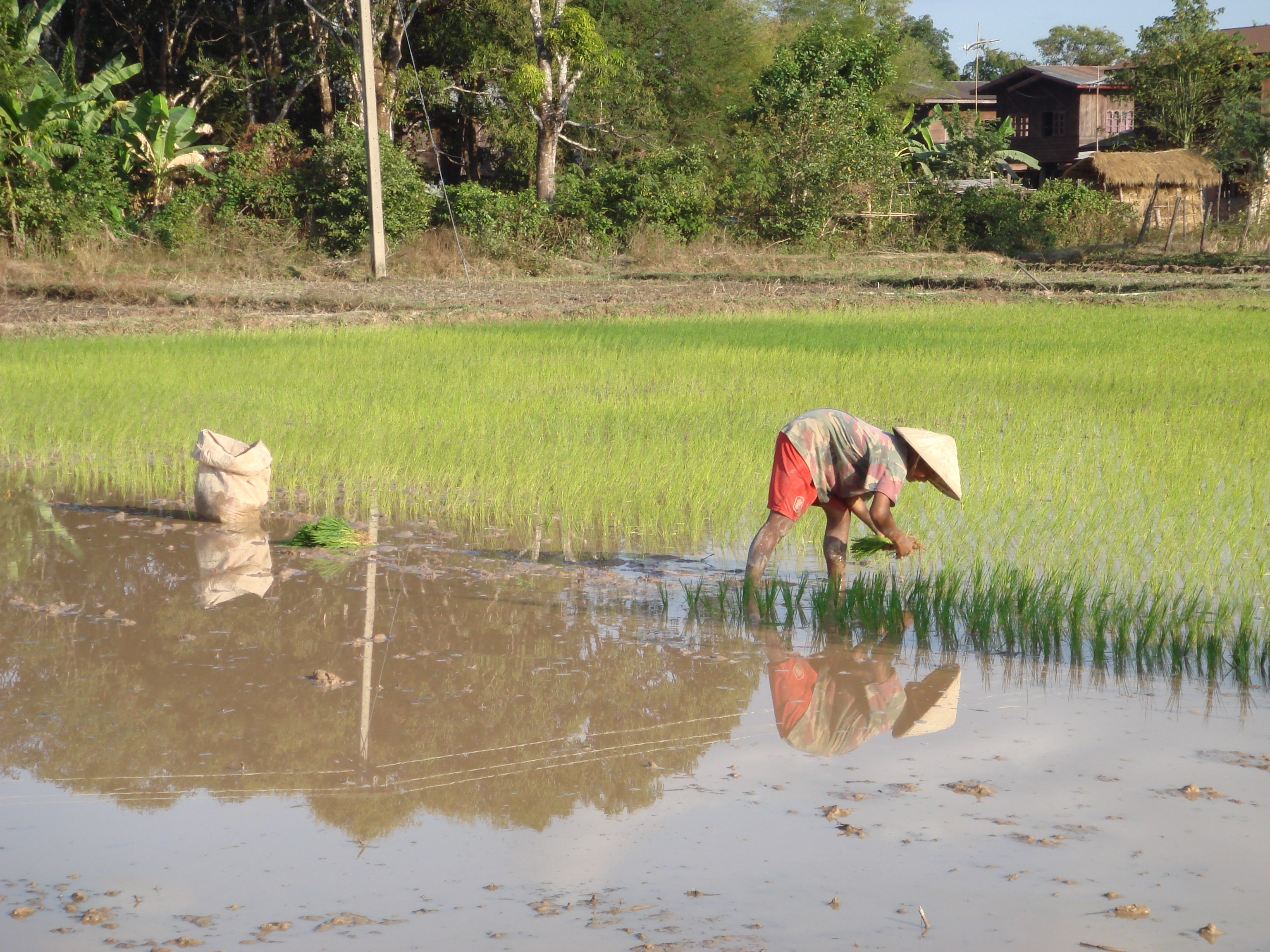
80% dei laotiani praticano un'agricoltura di sussistenza.

L'economia laotiana è basata principalmente sugli investimenti dei paesi limitrofi e sugli scambi commerciali coi paesi limitrofi, in particolare la Cina, il Vietnam e la Thailandia. Con la collaborazione della borsa coreana è stata inaugurata nel gennaio del 2011 la prima borsa valori laotiana, la Laos Securities Exchange che ha iniziato le operazioni l'11 gennaio 2011. Nel 2012 il governo ha creato il portale del commercio laotiano, un sito internet informativo sulle attività di import-export nel paese. I laotiani non hanno una tradizione nel commercio e la quasi totalità delle attività commerciali laotiane è di proprietà della folta comunità cinese.
L'agricoltura di sussistenza rappresenta circa la metà del prodotto interno lordo e offre l'80% dei posti di lavoro nel paese. Il terreno arabile è il 4,01% del territorio nazionale, e solo lo 0,34% viene usato per le colture, Nei primi anni del XX secolo, nell'80% delle terre coltivabili veniva piantato il riso e il 77% dei nuclei familiari delle aree agricole era autosufficiente per il consumo del riso.
Con l'adozione di nuove e migliori varietà di riso e la promozione di riforme economiche governative, la produzione è aumentata del 5% annuo dal 1990 al 2005, e nel 1999 per la prima volta il paese ha raggiunto un bilancio attivo nelle importazioni ed esportazioni di riso.

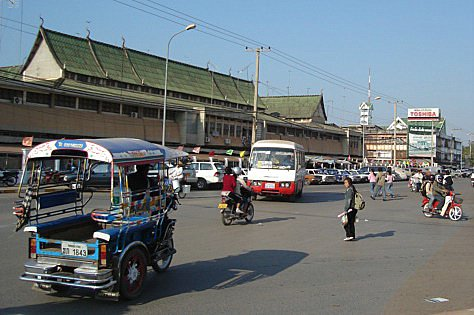
Il Thalat Sao (mercato del mattino) di Vientiane

L'economia nazionale riceve l'aiuto per la cooperazione allo sviluppo dal Fondo Monetario Internazionale, l'Asian Development Bank e altre organizzazioni internazionali. A partire dagli anni a cavallo del 2000 sono aumentati gli investimenti stranieri per lo sviluppo dell'industria, dell'energia idroelettrica e delle risorse minerarie. Lo sviluppo del paese è stato frenato dalla fuga di cervelli, con l'emigrazione del 37,4% del personale qualificato stimata nel 2000.
Il paese importa petrolio e gas, ma è ricco di risorse minerarie: il governo sta promuovendo gli investimenti stranieri per l'estrazione di carbone, oro, bauxite, stagno, rame e altri metalli di valore. L'industria metallurgica è in fase di sviluppo. Grazie alle dighe costruite su alcuni fiumi laotiani, la produzione di energia idroelettrica ha permesso buoni profitti con l'esportazione in Thailandia e Vietnam di circa 8 000 dei 18 000 megawatt prodotti.
Uno dei prodotti nazionali più conosciuti è la Beerlao, la birra nazionale, che nel 2017 era esportata in oltre 20 Paesi di tutto il mondo. Viene prodotta dalla Lao Brewery Company. Nello stesso periodo era in sviluppo anche la produzione del caffè nazionale, riconosciuto come uno dei migliori al mondo ed esportato in diversi Paesi.
Dal 1986 lo Stato asiatico ha intrapreso una serie di riforme economiche aprendo gradualmente la sua economia al libero mercato e l'economia del paese è in forte crescita in tutti i settori, con tassi di crescita in media dell'8%; entro il 2020 il paese asiatico ha l'obiettivo di uscire dalla lista dei Paesi meno sviluppati secondo il Programma di sviluppo dell'ONU. Tra gli sforzi del governo laotiano all'inizio del XXI secolo vi è stato quello di riconvertire l'economia nazionale sottraendo all'agricoltura vaste fasce della popolazione per reimpiegarle nei settori manifatturiero e dei servizi.
Dal 13 giugno 2009 il Laos non è più considerato dagli Stati Uniti un paese marxista-leninista, ma uno Stato che rispetta la libertà di mercato; grazie a questo riconoscimento, le imprese statunitensi che hanno rapporti commerciali con questo paese hanno diritto a ricevere fondi pubblici..
La crescita economica però si è bloccata con la crisi finanziaria del Paese nel 2022, causata dalla pandemia di COVID-19 e dal debito estero, principalmente con la Cina; la crisi ha portato presto a una massiccia inflazione e a un aumento del debito estero, portando il paese sull'orlo del default.

### Turismo

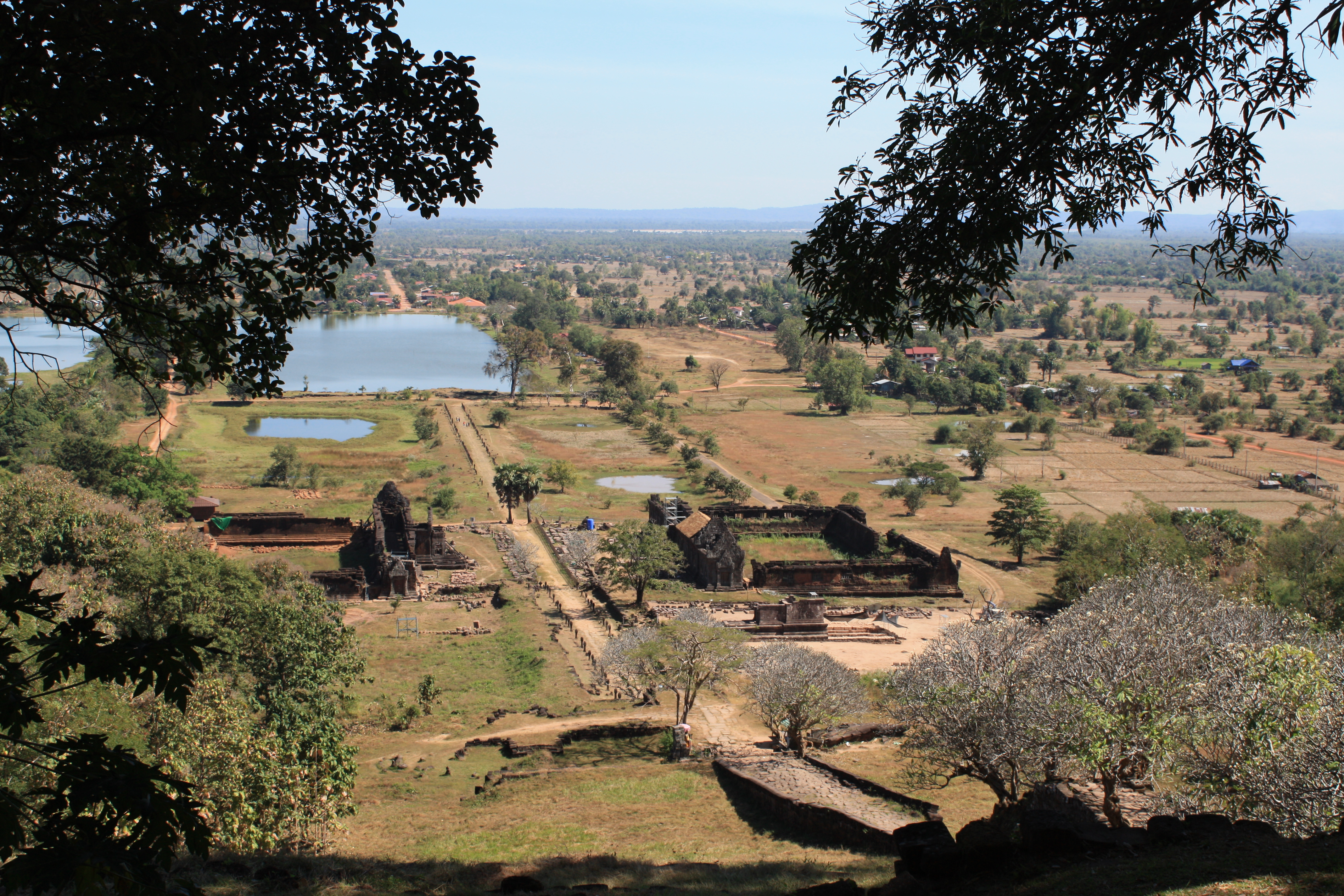
La zona di Vat Phu

Il turismo si è espanso notevolmente dopo l'apertura del paese ai visitatori stranieri avvenuta negli anni 1990, passando dalle 14 400 presenze del 1990, ai 4 milioni e 791 000 arrivi del 2019. Il governo si aspetta che la voce turismo arrivi a portare 1,585 miliardi di dollari nel 2020.
Il paese ha acquisito grande popolarità tra i turisti stranieri per lo stile di vita rilassato e allegro dei laotiani e per aver conservato aspetti tradizionali dell'Asia antica. Tra le principali attrazioni, vi sono i patrimoni dell'umanità rappresentati dalla città di Luang Prabang e dal sito archeologico religioso di Vat Phu, la gastronomia ed i templi di Vientiane, i particolari panorami di Vang Vieng e della valle del Nam U, le vestigia antiche ritrovate nella Piana delle Giare, i percorsi di trekking nelle zone popolate dalle variopinte minoranze etniche di montagna nelle province di Phongsali e Luang Namtha e varie altre bellezze naturali.

## Trasporti
La circolazione stradale laotiana avviene con la guida a destra. A tutto il 1998, la rete del paese comprendeva 21716 km di strade, di cui 9674 km erano asfaltate. Tali dati non tengono conto del sostanziale miglioramento intervenuto negli ultimi anni, durante i quali sono state asfaltate per la prima volta diverse strade e sono state allargate e riasfaltate quelle vecchie, che negli anni novanta erano in precarie condizioni. Dopo l'apertura nel 1994 del primo ponte dell'amicizia thai-lao, sono stati aperti altri ponti sul Mekong, che hanno contribuito a dare slancio all'economia del paese. Il 20 dicembre 2020 è stata inaugurata la prima autostrada del Paese, la Vientiane-Vangvieng, opera che consente di coprire la distanza tra le due città in un'ora e mezza anziché le quattro ore necessarie percorrendo la vecchia Statale 13. Il pedaggio iniziale fu di 550 kip al chilometro e 62.000 kip per l'intero tragitto, che è lungo 43 km in meno di quello della Statale 13. Si tratta del primo segmento dell'autostrada che congiunge la capitale laotiana a Boten, cittadina sulla frontiera con la provincia cinese dello Yunnan. L'infrastruttura è per il 95% di proprietà dell'azienda costruttrice cinese Yunnan Construction Engineering Group e per il 5% del governo laotiano. Il costo iniziale previsto per la Vientiane Vangvieng era stato di 1,2 miliardi di dollari.
Nella capitale Vientiane, sono presenti gli unici autobus pubblici che effettuano trasporti urbani in Laos. Sia a Vientiane che in molte altre città vengono offerti servizi taxi privati effettuati dai tuk-tuk, dai più capienti jumbo tuk-tuk, e da moto-taxi. In tutti i capoluoghi di provincia si trovano stazioni per gli autobus interurbani; anche nelle altre località maggiori che si trovano al di fuori delle linee principali arrivano autobus che svolgono di solito servizio provinciale. Tale servizio viene fornito anche con l'utilizzo di songthaew. I rari taxi classici si trovano solo a Vientiane.
La navigazione fluviale è stata per secoli il sistema di trasporto principale del paese, ma con la costruzione di nuove strade ed il miglioramento di quelle esistenti sono sempre meno le imbarcazioni che effettuano tale servizio, soprattutto per quanto riguarda la navigazione mercantile. La navigazione turistica invece è aumentata a partire dagli anni novanta, dopo l'apertura delle frontiere laotiane al turismo. A tutto il 1996, il Laos disponeva di 4587 km di acque navigabili, appartenenti prevalentemente al fiume Mekong. Altri fiumi navigabili sono il Nam Ou (province di Luang Prabang e Phongsali) il Nam Khan (provincia di Luang Prabang), il Nam Tha (provincia di Bokeo e di Luang Nam Tha), il Nam Ngum (vicino a Vientiane) ed il Xekong (nella provincia omonima).

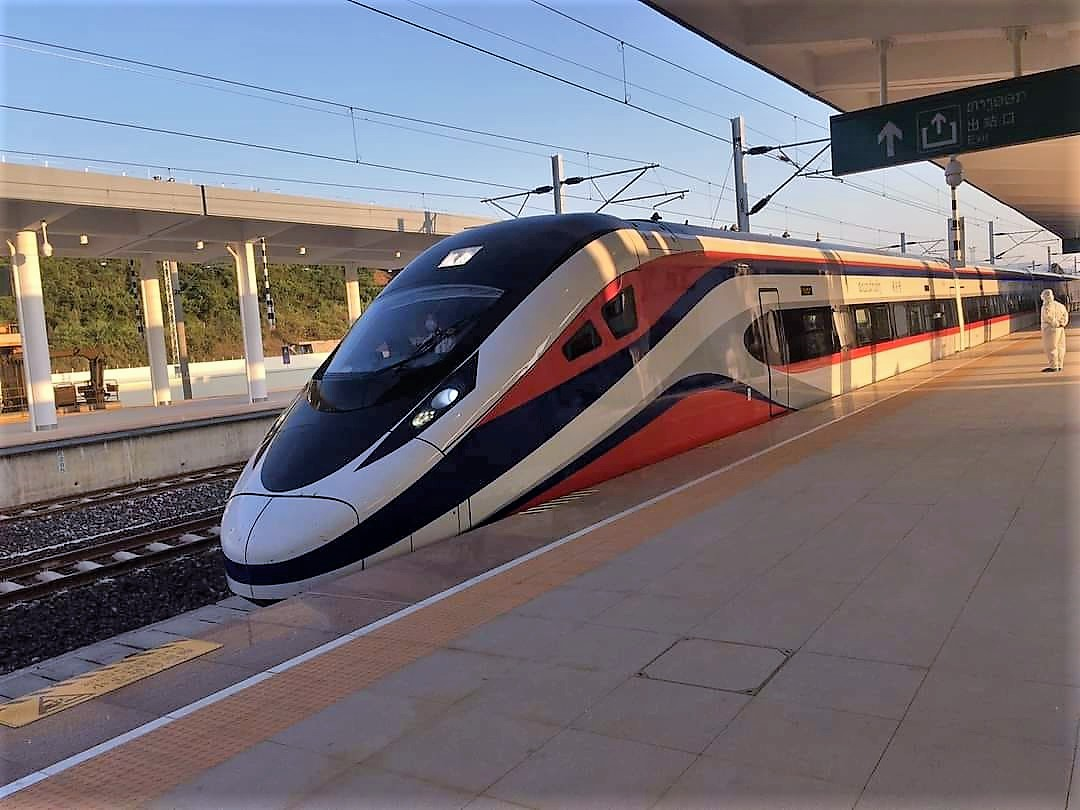
Ferrovia Boten-Vientiane: stazione di Vang Vieng

La prima linea ferroviaria in Laos fu realizzata dai francesi nel periodo coloniale dell'Indocina francese. In realtà era solo un breve tratto, caduto in disuso da lungo tempo, costruito negli anni 1930 tra le isole sul Mekong di Don Det e Don Khon in prossimità del confine cambogiano. Serviva per il trasporto merci nel punto in cui il fiume forma una serie di cascate che rendono impossibile la navigazione.
Si dovette attendere il 2009 per vedere una nuova ferrovia nel Paese, quando fu inaugurato il breve tratto di 3,5 km, prolungamento della linea nord-orientale della Ferrovia di Stato della Thailandia, che unisce la stazione di Thanaleng, situata nel villaggio di Dongphosy, 20 km a est di Vientiane alla stazione di Nong Khai attraversando il primo ponte dell'amicizia thai-lao,
La prevista estensione fino a Vientiane fu modificata nel novembre del 2010 con il nuovo progetto di una linea tra la città cinese di Kunming a Singapore, via Vientiane e Nong Khai, con una linea di treni ad alta velocità. Nell'aprile del 2011 il progetto fu bloccato dopo l'arresto per corruzione del Ministro dei Trasporti cinese, in seguito il progetto fu rilanciato e i lavori di costruzione della Ferrovia Boten-Vientiane ebbero inizio nel 2016. I primi binari furono posti in opera nel marzo 2020 e la ferrovia venne inaugurata il 3 dicembre 2021.

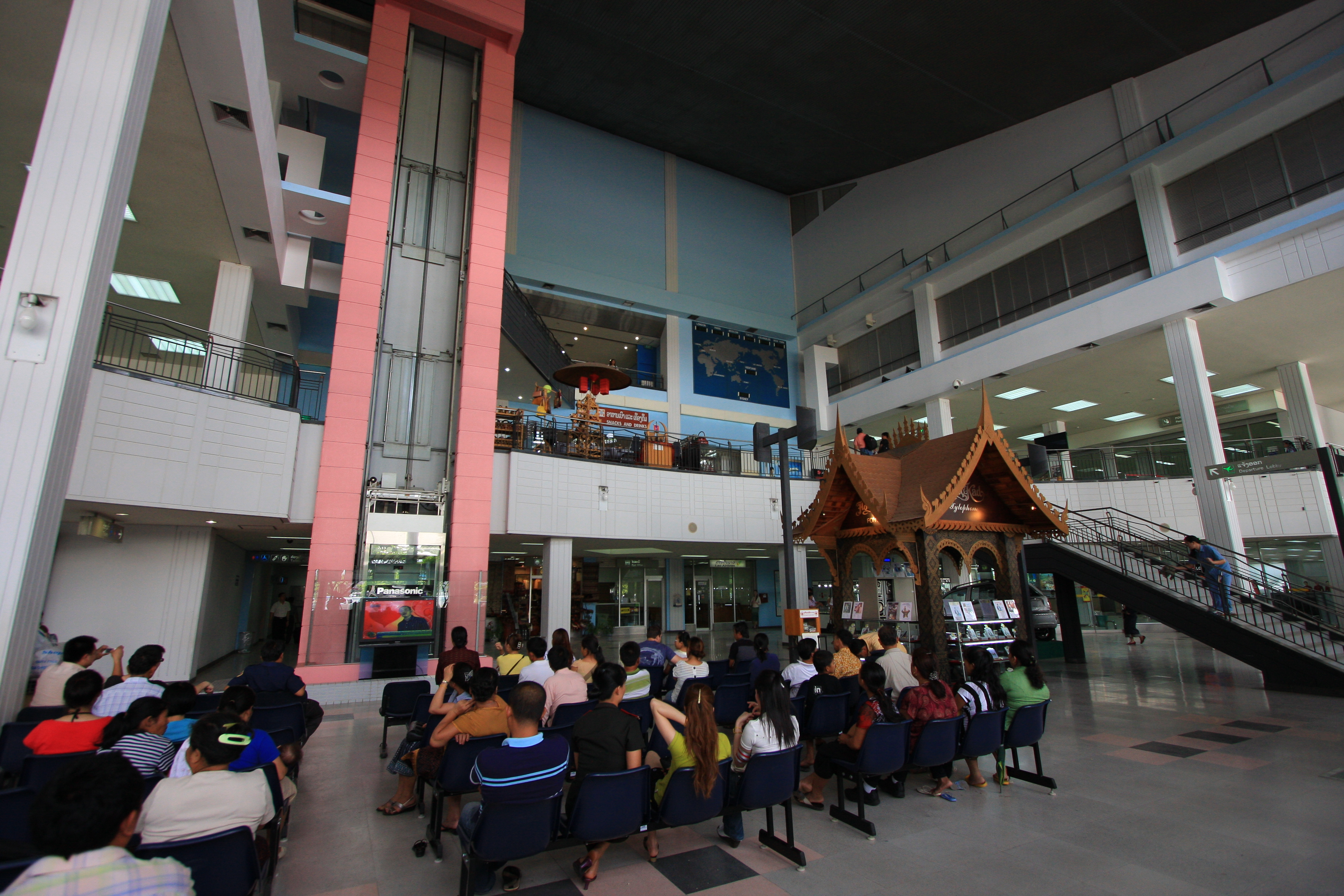
Aeroporto internazionale di Vientiane

Il tratto Nong Khai-Thanaleng e l'intera Linea nord-orientale della Ferrovia di Stato thailandese presentano uno scartamento ferroviario ridotto rispetto a quello della Ferrovia Boten-Vientiane e si deve quindi cambiare treno per proseguire verso Bangkok. Dal capolinea di Vientiane della Vientiane-Boten dovrebbe essere costruito un prolungamento della linea che attraversi il Mekong su un nuovo ponte e si allacci con la nuova ferrovia ad alta velocità in fase di costruzione tra Bangkok e Nong Khai, destinata a essere ulteriormente prolungata fino a Singapore. Queste nuove linee ferroviarie fanno parte della Nuova via della seta, l'ambizioso piano di investimenti in diversi Paesi dell'Asia intrapreso dal governo cinese nel 2013.
A tutto il 1999 erano attivi nel paese 52 aeroporti, tra i quali quelli internazionali di Vientiane-Wattay, Luang Prabang, Pakse e Savannakhet:

## Cultura

### Patrimoni dell'umanità
Alcuni siti del Laos sono stati iscritti nella Lista dei patrimoni dell'umanità dell'UNESCO.

### Musica
Tipico della tradizione rurale laotiana è il khèn, strumento a fiato di solito formato da 14 o 16 canne di bambù legate assieme su due file che nella parte centrale sono collegate a un congegno su cui è fissata l'ancia. Viene suonato tenendo le canne in verticale e produce suono sia quando l'aria viene soffiata che quando viene aspirata.. In ambito musicale possiamo ricordare il cantante Ki Daophet Niuhuang.

### Produzione letteraria
Risale al XVI o forse al XVII secolo il poema epico Sang Sinxay. Tra le scrittrici laotiane che si sono distinte tra il XX e il XXI secolo si ricorda Douangdeuane Bounyavong.

### Missioni spaziali
Il 20 novembre 2015 viene lanciato in orbita Laosat-1, primo satellite del Laos per le telecomunicazioni satellitari, frutto della collaborazione con China Great Wall Industry Corporation, unica azienda commerciale autorizzata dal governo cinese a fare operazioni di questo tipo.

### Gastronomia

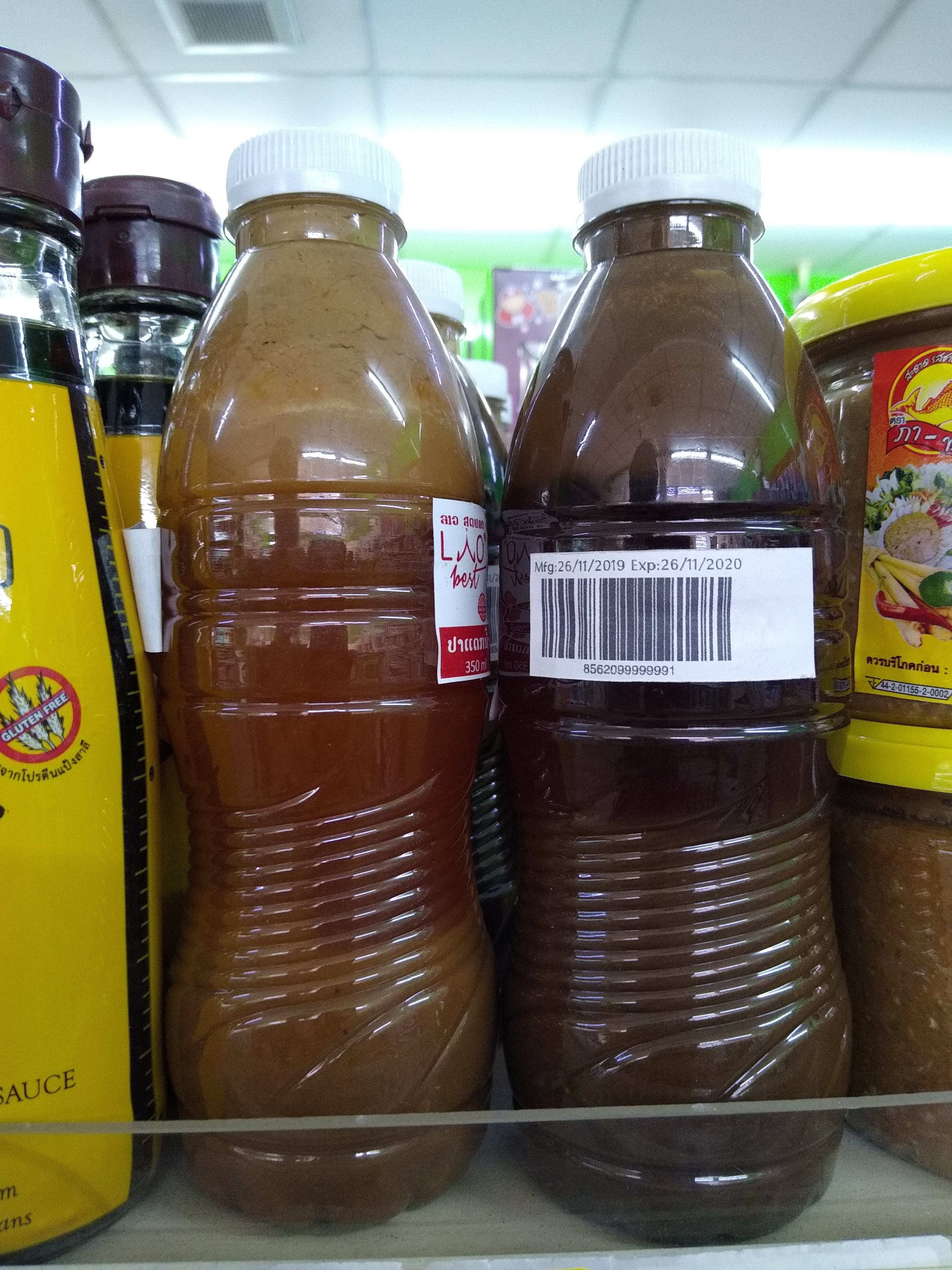
Padaek, salsa di pesce laotiana

L'alimento base del popolo laotiano è il riso glutinoso. Il Laos ha il più alto consumo pro capite di riso glutinoso al mondo con una media di 171 chilogrammi (377 lb) di riso consumato annualmente a persona. Il riso glutinoso è profondamente radicato nella cultura, nella tradizione religiosa e nell'identità nazionale del Laos. È convinzione comune all'interno della comunità laotiana che, indipendentemente da dove si trovino nel mondo, il riso appiccicoso sarà sempre il collante che tiene unite le comunità laotiane, collegandole alla loro cultura e al Laos..
L'International Rice Research Institute (IRRI) ha descritto il Laos come un "paradiso dei collezionisti". Il Laos ha i più alti livelli di biodiversità di riso glutinoso al mondo. Nel 2013, circa 6 530 varietà di riso glutinoso sono state raccolte da cinque continenti (Asia, Sud America, Nord America, Europa e Africa) dove viene coltivato riso glutinoso per la conservazione presso l'International Rice Genebank (IRGC). L'IRRI ha raccolto più di 13 500 campioni e 3 200 varietà di riso glutinoso dal Laos.
I piatti più famosi della cucina nazionale del Laos sono riso glutinoso, il larb e l'insalata di papaya verde. Il larb a volte scritto anche laab o laap, è una miscela piccante di carne o pesce marinati che a volte è crudo (preparato come ceviche) con una combinazione variabile di erbe, ortaggi a foglia, verdure e spezie. In cucina comunque, vengono usati anche ingredienti come il galanga, la citronella e il padaek (salsa di pesce fermentato); per i dolci da segnalare la sangkhaya, crema a base di cocco, zucchero e uova della tradizione portoghese/malese..

## Ricorrenza nazionale
Il 2 dicembre, ວັນຊາດ, è la ricorrenza nazionale. Segna la fine della monarchia e la nascita della Repubblica Popolare Democratica del Laos nel 1975.

## Sport
Lo sport nazionale è rappresentato dalla Muay Lao, una forma di kickboxing simile alla Muay Thai (pugilato thailandese) e al lethwei (pugilato birmano). Lo sport è stato inserito tra le discipline dei XXV Giochi del Sud-est asiatico, tenutisi in Laos. Si pratica molto anche il sepak takraw, chiamato nel Paese kator, e gli atleti laotiani sono di buon livello internazionale; la squadra nazionale maschile era piazzata nel maggio del 2012 al 12º posto della classifica mondiale su un lotto di 35 Paesi.
Il calcio è diventato lo sport più popolare in Laos. La Lega Laotiana è ora la massima lega professionistica per le associazioni calcistiche del Paese. Dall'inizio del campionato, la Società Calcistica dell'Esercito Laotiano è stata la società di maggior successo con 8 titoli (dopo la stagione 2007-2008), il maggior numero di vittorie in campionato. Miglior marcatore della storia della nazionale di calcio del Laos è Visay Phapouvanin, con 18 reti. Nel 2009 è stato aperto il nuovo stadio Nazionale del Laos che ha un capienza di 25.000 posti.
A differenza dei suoi vicini, il Laos non ha tradizioni in altri sport di squadra. Nel 2017, il Paese ha inviato una squadra per la prima volta agli eventi a squadre ai Giochi del Sudest asiatico. La squadra nazionale di pallacanestro ha gareggiato ai Giochi del Sud-est asiatico del 2017 dove ha battuto la Birmania nella partita per l'ottavo posto.